# Rotachseltaube
Die Rotachseltaube (Leptotila rufaxilla) ist eine Art der Taubenvögel. Sie war im deutschen Sprachgebrauch früher gelegentlich als Graustirntaube bekannt. Diese Bezeichnung ist jedoch nicht eindeutig, da eine Art der Indopazifischen Erdtauben gleichfalls so genannt wird. Es gibt mehrere Unterarten, die  ausschließlich in Südamerika verbreitet sind.

## Erscheinungsbild
Die Rotachseltaube erreicht eine Körpergröße von 27 Zentimetern und entspricht damit der Blauringtaube. Die Stirn ist hellgrau. Das Gefieder wird am Oberkopf etwas dunkler. Am Hals ist der Grauton purpur überwaschen und schillert leicht. Das Gesicht ist gelbbraun. Die Halsseiten und die Brust sind graurosa. Die Körperoberseite ist bräunlich olivfarben. Der Mantel und die inneren Flügeldecken weisen dabei einen leichten bronzegrünlichen Schimmer auf.

## Verbreitungsgebiet und Lebensraum
Die Rotachseltaube hat ein sehr großes Verbreitungsgebiet, das sich über einen großen Teil des Südamerikanischen Kontinents erstreckt. Sie fehlt im Westen des Kontinents sowie im Süden. Sie kommt von Kolumbien und Venezuela, Guyana, Trinidad und Brasilien, dem Osten von Peru und Bolivien bis in den Norden von Argentinien und den Osten Uruguays vor. In Teilen ihres Verbreitungsgebietes ist sie eine häufige Art. Ihre Höhenverbreitung reicht von 600 Metern über NN im Norden Südamerikas bis 2.200 Meter NN im Süden Brasiliens.
Ihr Lebensraum sind feuchte und halbfeuchte tropische Wälder. Es ist eine bodenbewohnende Art. Sie toleriert in einem gewissen Grade Holzeinschlag und nutzt auch Sekundärwald, wo er an Primärwald angrenzt.

## Lebensweise
Die Rotachseltaube ist ein Standvogel. Sie ist scheu und unauffällig. Auch wenn sie sich bedroht fühlt, sucht sie eher laufend im Unterholz Schutz als dass sie auffliegt. Sie baumt immer nur sehr niedrig auf. Sie lebt überwiegend einzeln oder in Paaren. Das Nahrungsspektrum umfasst Sämereien, kleine Früchte und Insekten. Die Fortpflanzungszeit variiert in Abhängigkeit vom Standort. In Teilen des Verbreitungsgebietes kommt es ganzjährig zu Bruten. Das Gelege besteht aus einem bis zwei Eiern. Die Brutzeit beträgt 12 Tage. Die Jungvögel sind nach 12 bis 13 Tagen flügge.

## Haltung in menschlicher Obhut
Die Rotachseltaube wurde erstmals 1880 im Zoo von London gezeigt. Die Tauben können bei artgerechter Haltung sehr alt werden. Eine im Berliner Zoo gehaltene Rotachseltaube erreichte ein Lebensalter von 29 Jahren.

## Belege

### Weblink
- Leptotila rufaxilla in der Roten Liste gefährdeter Arten der IUCN 2013.2. Eingestellt von: BirdLife International, 2012. Abgerufen am 4. Januar 2014.